# Peter Criss (album)
Peter Criss – pierwszy solowy album perkusisty amerykańskiej grupy KISS, Petera Crissa wydany we wrześniu 1978 roku. Jest to jeden z czterech solowych albumów wydanych przez członków zespołu KISS tego samego dnia – 18 września 1978.

## Utwory

### Strona pierwsza
| 1. | "I’m Gonna Love You" (Peter Criss, Stan Penridge)              | 3:18  |
|    |                                                                |       |
| 2. | "You Matter to Me" (Vini Poncia, Michael Morgan, John Vastano) | 3:15  |
|    |                                                                |       |
| 3. | "Tossin’ and Turnin’" (Ritchie Adams, Malou Rene)              | 3:58  |
|    |                                                                |       |
| 4. | "Don't You Let Me Down" (Criss, Penridge)                      | 3:38  |
|    |                                                                |       |
| 5. | "That’s the Kind of Sugar Papa Likes" (Criss, Penridge)        | 2:59  |
|    |                                                                |       |
|    |                                                                | 17:08 |
|    |                                                                |       |

### Strona druga
| 1. | "Easy Thing" (Criss, Penridge)                      | 3:53  |
|    |                                                     |       |
| 2. | "Rock Me, Baby" (Sean Delaney)                      | 2:50  |
|    |                                                     |       |
| 3. | "Kiss the Girl Goodbye" (Criss, Penridge)           | 2:46  |
|    |                                                     |       |
| 4. | "Hooked on Rock `N´ Roll" (Criss, Penridge, Poncia) | 3:37  |
|    |                                                     |       |
| 5. | "I Can't Stop the Rain" (Delaney)                   | 4:25  |
|    |                                                     |       |
|    |                                                     | 17:31 |
|    |                                                     |       |

## Informacje
- Bill Bodine – gitara basowa w utworach nr: 1, 2, 3, 4, 5 i 9
- Michael Carnahan – saksofon w 3
- Lenny Castro – perkusja w 3 i 4
- Peter Criss – śpiew, perkusja w 1, 2, 3, 4, 5 i 9, perkusja w 8, śpiew wspierający w 9
- Bill Cuomo – klawisze w 1, 2, 3, 4, 5 i 9, syntezator w 2 i 4
- Sean Delaney – producent w 6, 7 i 10
- Maxine Dixon – śpiew wspierający w 1, 3 i 5
- Danny Faragher – śpiew wspierający w 1 i 2
- Davey Faragher – śpiew wspierający w 1 i 2
- Jimmy Faragher – śpiew wspierający w 1 i 2
- Tommy Faragher – śpiew wspierający w 1 i 2
- Richard Gerstein – klawisze w 6, 7 i 10
- Gordon Grody – śpiew wspierający w 6, 7 i 10
- Brendan Harkin – gitara w 6
- Neil Jason – gitara basowa w 6, 7 i 10
- Steve Lukather – gitara solo w 5 i 9
- Art Munson – gitara w 1, 2, 3, 4, 5 i 9
- Stan Penridge – gitara w 1, 2, 3, 4, 5, 8 i 9, śpiew wspierający w 4 i 9, harmony w 8
- Vini Poncia – śpiew wspierający w 4 i 9, producent
- Elliot Randall – gitara w 6 i 10
- Tom Saviano – róg w 1, 3 i 7
- Bob Schaper – inżynier
- Allan Schwartzberg – perkusja w 6, 7 i 10
- Mike Stone – inżynier w 6, 7 i 10
- Annie Sutton – śpiew wspierający w 6, 7, i 10
- Julia Tillman – śpiew wspierający w 3 i 5
- John Tropea – gitara w 6, 7 i 10
- Maxine Willard – śpiew wspierający w 3 i 5
- Dave Wittman – inżynier w 8

## Notowania
Album – Billboard (Ameryka Północna)